# Santa Maria (Lagos)
Santa Maria ist ein portugiesischer Ort und eine ehemalige Gemeinde (Freguesia) im Kreis (Concelho) von Lagos. Auf einer Gemeindefläche von 9,3 km² lebten 7877 Einwohner (Stand 30. Juni 2011).
Die Gemeinde Santa Maria stellte, zusammen mit der Gemeinde São Sebastião, das Stadtgebiet von Lagos dar.
Am 29. September 2013 wurden die Gemeinden Lagos (Santa Maria) und Lagos (São Sebastião) zur neuen Gemeinde União das Freguesias de Lagos (São Sebastião e Santa Maria) zusammengeschlossen.